# Adelino Fontoura
Adelino Fontoura Chaves (Axixá, 30 de março de 1859 — Lisboa, 2 de maio de 1884) foi um jornalista, ator e poeta brasileiro do romantismo, patrono da cadeira 1 da Academia Brasileira de Letras.

## Biografia
Nasceu Fontoura num pequeno povoado maranhense, filho de Antônio Fontoura Chaves e de Francisca Dias Fontoura.
Ainda muito pequeno começa a trabalhar e trava contato com Artur de Azevedo – amizade que perduraria.
Mudando-se para o Recife, onde alista-se no Exército, colaborando numa publicação chamada “Os Xênios”, de teor satírico. Inicia, também a carreira de ator, voltando ao Maranhão natal para uma apresentação – cujo papel rendeu-lhe a prisão. Após este fato, decide mudar-se para o Rio de Janeiro, para onde se mudara o amigo Artur de Azevedo, anos antes. 
Pretendia seguir carreira teatral e no jornalismo, falhando na primeira. Colaborou nos periódicos “Folha Nova” e “O Combate”, de Lopes Trovão e em “A Gazetinha”, onde Azevedo escrevia (1880). Participara junto a outros jovens talentos do jornal “A Gazeta da Tarde” – que seria aziago, no dizer de Múcio Leão, pois, em menos de três anos de sua fundação, os seus criadores haviam todos morrido.
Tendo sido o “Gazeta da Tarde” comprado por José do Patrocínio, e estando Adelino doente, vai à Europa como correspondente em Paris e pensando tratar-se mas, com o rigor do inverno, piora. Vai a Lisboa onde, apesar das instâncias de Patrocínio para que volte ao Brasil, tem seu estado agravado e vindo prematuramente a falecer. Tinha apenas vinte e cinco anos, e nenhuma obra publicada.
É patrono da cadeira 38 da Academia Maranhense de Letras.

## Poesia
Ao tomar posse na Academia em 29 de agosto de 2003, Ana Maria Machado retratou o desconhecimento que cerca a obra deste poeta, mesmo entre os eruditos:
“Mas como? Não foi Machado de Assis seu primeiro ocupante? Então ele era o patrono? Não. O patrono, escolhido por Murat, foi Adelino Fontoura. Quem? Pois é... Não encontrei quem, ao ouvir essa correção, identificasse o nome.  De minha parte, confesso que também mal havia ouvido falar nele, vaga lembrança de algum poema numa antologia. Pois descobri coisas interessantes na magnífica biblioteca desta nossa Academia, aliás aberta ao público para ser utilizada e fruída.”
Sua obra, esparsa, constitui-se em cerca de 40 poesias, reunidas pela primeira vez na Revista da Academia (números 93 e 117). Foi depois reunida em 1943 e em 1955, por Múcio Leão. Fontoura não figura na quase totalidade das antologias e históricos da Poesia brasileira - nem a obra "Apresentação da Poesia Brasileira", de outro Acadêmico, Manuel Bandeira, faz-lhe referência. Seu soneto mais conhecido é "Celeste":
CELESTE 
(domínio público)
É tão divina a angélica aparência 
e a graça que ilumina o rosto dela, 
que eu concebera o tipo de inocência 
nessa criança imaculada e bela. 
Peregrina do céu, pálida estrela, 
exilada na etérea transparência, 
sua origem não pode ser aquela 
da nossa triste e mísera existência. 
Tem a celeste e ingênua formosura 
e a luminosa auréola sacrossanta 
de uma visão do céu, cândida e pura. 
E quando os olhos para o céu levanta, 
inundados de mística doçura, 
nem parece mulher - parece santa.

## Academia Brasileira de Letras
Sobre a escolha de Fontoura para o patronato no silogeu por Murat, registrou Afrânio Peixoto:
"Novidade de nossa academia foi, em falta de antecedentes, criarem-nos, espiritualmente, nos patronos. Machado de Assis, o primeiro da companhia, por vários títulos, quis dar a José de Alencar a primazia que tem, e deve ter, na literatura nacional. A justiça não guiou a vários dos seus companheiros. Luís Murat, por sentimento exclusivamente, entendeu honrar um amigo morto, infeliz poeta, menos poeta que infeliz, Adelino Fontoura."